# بريتي لايتس
ديريك فنسنت سميث (بالإنجليزية: Derek Vincent Smith)‏ ويُعرف باسمه الفني بريتي لايتس (بالإنجليزية: 
Pretty Lights) من مواليد 15 نوفمبر 1981. هو منتج موسيقى إلكترونية أمريكي.

## النمط الموسيقي
تعتمد موسيقى بريتي لايتس اعتمادا كبيرا على اخذ العينات الموسيقية الرقمية والانتقال بين الكثير من الأنواع الموسيقية ما يشكل مزيجا من أنغام هيب هوب الخلل الموسيقي وأصوات أزيز السنثسيزر وعينات قديمة من نوعي السول والفانك. وتنشأ موسيقى بريتي لايتس عن التلاعب بالعينات الموسيقية والألحان الأصلية باستخدام عدد من الأجهزة الخاصة، ويستخدم أجهزة التحكم الرقمية هذه لتلقين برمجية ألبيتون لايف (
Ableton Live) لإنتاج الموسيقى.

## وصلات خارجية
- بريتي لايتس على موقع IMDb (الإنجليزية)
- بريتي لايتس على موقع ميوزك برينز (الإنجليزية)
- بريتي لايتس على موقع ميوزك برينز (الإنجليزية)
- بريتي لايتس على موقع رولينغ ستون (الإنجليزية)
- بريتي لايتس على موقع أول ميوزيك (الإنجليزية)
- بريتي لايتس على موقع ديسكوغز (الإنجليزية)
- بريتي لايتس على موقع ديسكوغز (الإنجليزية)
- بريتي لايتس على موقع قاعدة بيانات الفيلم (الإنجليزية)
- الموقع الرسمي
 (بالإنجليزية)